# Joaquín Moreno Daza
Francisco Joaquín Moreno Daza (Isla Cristina, 19 de marzo de 1919 - Sevilla, 22 de diciembre de 1995), fue un escultor español especializado en imaginería religiosa que estuvo afincado en La Palma del Condado, lugar donde instaló su taller en 1954.

## Biografía
Realiza sus estudios primarios en las Escuelas Profesionales de la Santísima Trinidad de Sevilla; más tarde el servicio militar le incorporó a filas en Madrid para después afincarse en Alicante. Aquí es donde cursó estudios en la Escuela de Bellas Artes de San Carlos y recibió enseñanzas prácticas de uno de sus profesores, maestro fallero, de quien aprendió las técnicas del modelado y la policromía, y se impregnó del gran sentido escultórico con que concebiría su obra religiosa.

Sin embargo, posteriormente viene a tierras andaluzas, primero a Villalba del Alcor y por último a La Palma del Condado, donde se asentó debido al encargo que recibió de Nazario Prieto para realizar el conjunto escultórico de la cofradía del Santo Entierro. Residiría hasta su muerte en la localidad onubense, cuyo ayuntamiento le nombró hijo adoptivo.

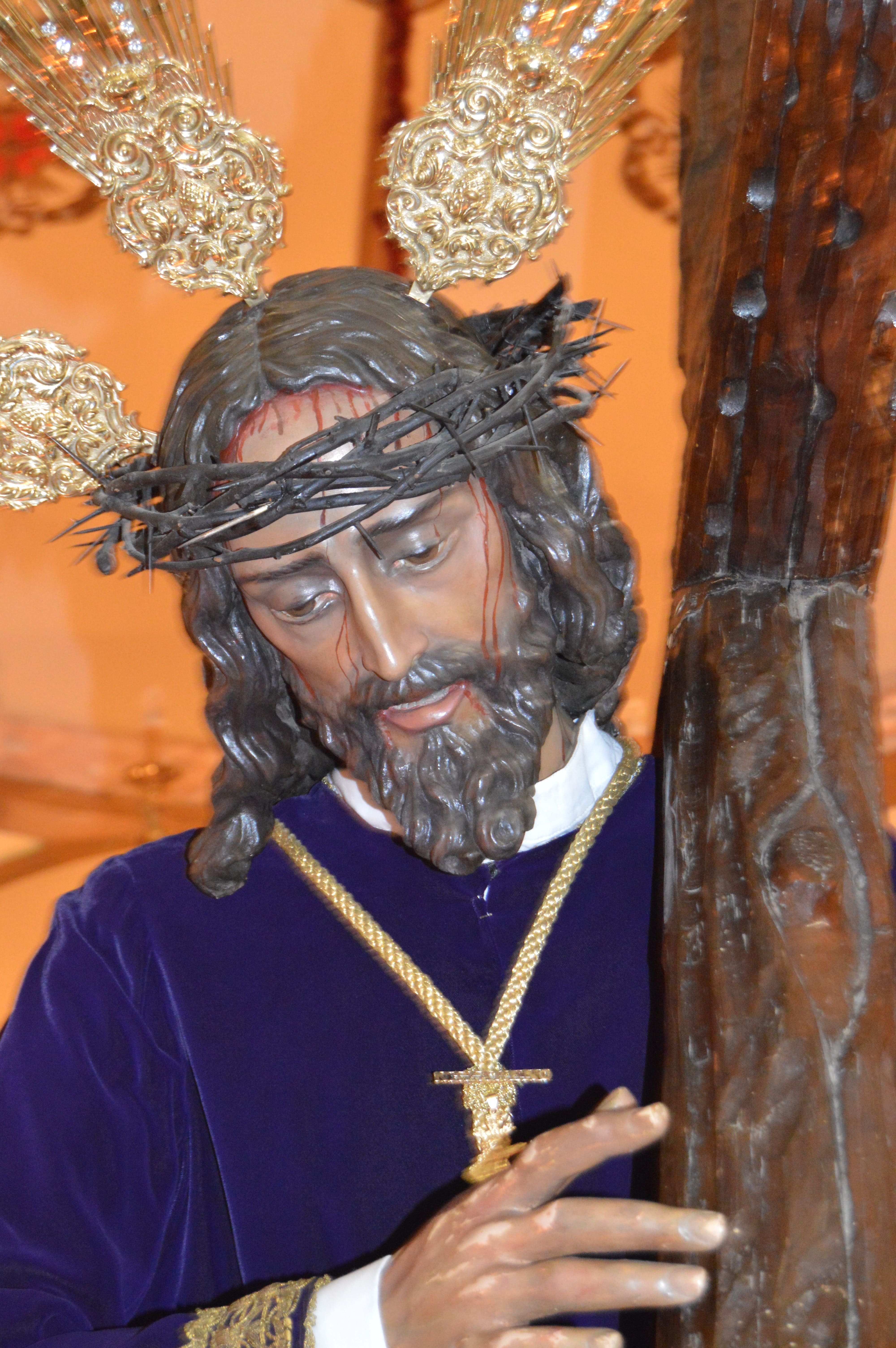
Nuestro Padre Jesús Nazareno de Gibraleón, una de las mejores obras artísticas de Moreno Daza.

## Estilo y obra

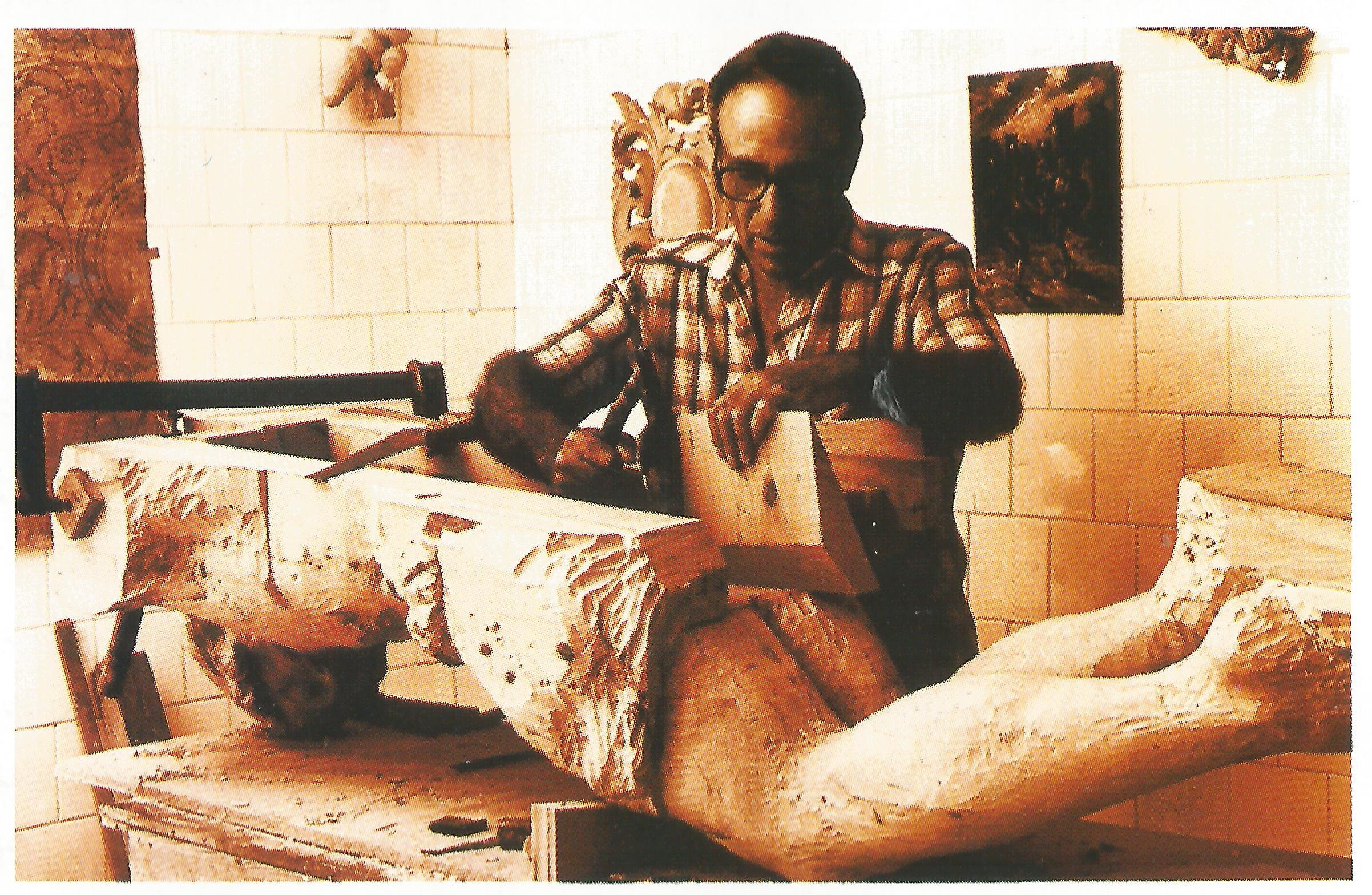
El maestro realizando el Santísimo Cristo de la Lanzada

Joaquín Moreno Daza fue un artista de la madera, escultor y tallista, con sólida formación académica y fiel seguidor de las tradiciones plásticas del barroco andaluz. Sus obras salían íntegramente de sus manos, desde el boceto en barro, el modelo en yeso, y el paso definitivo a la madera (que él procuraba que fuese el ciprés o el cedro), hasta el dorado, estofado y policromado. Era para el un orgullo el poseer en su estudio un pantógrafo para la saca de puntos de sus modelos, lo que le daba la sensación de dominio completo de la obra. Prefería las esculturas de talla completa a las de vestir.
Por su propio gusto, y a veces, por indicación de sus clientes, se inspiró en los prototipos sevillanos de la primera mitad del siglo XVII, en especial Juan de Mesa. Sus estudios de ensortijados cabellos acreditaban su virtuosismo con la gubia.
Destaca su acierto en las escenografías y grupos escultóricos, como los del Santo Entierro de La Palma del Condado, o el de La Lanzada de Huelva: composiciones sabiamente resueltas, tanto en las formas como en las acciones representadas. En ellas demostró su gran afición al arte dramático y su notable experiencia en la dirección escénica.

### Huelva
- Santísimo Cristo de la Sagrada Lanzada, Titular Cristífero de la Hermandad de la Lanzada (Huelva), en 1985.
- Longinos a Caballo, pertenece al misterio de la Hermandad de la Lanzada (Huelva), en 1987.
- María Auxiliadora, para la Capilla del Colegio Salesiano "Cristo Sacerdote" (Huelva), en 1992.
- Virgen del Patrocinio, pertenece al misterio de la Hermandad de la Lanzada (Huelva), en 1992.
- San Juan Evangelista, pertenece al misterio de la Hermandad de la Lanzada (Huelva), en 1992.
- Santa María Magdalena, pertenece al misterio de la Hermandad de la Lanzada (Huelva), en 1992.
- San Judas Tadeo, para la Parroquia de Santa Teresa de Jesús de (Huelva), en 1995.

### En la provincia de Huelva
- Jesús Cautivo, para la Parroquia de San Bartolomé (Villalba del Alcor), en 1950.
- Nuestro Padre Jesús Nazareno, titular cristífero de la Hermandad del Nazareno de Gibraleón (Huelva), en 1951.

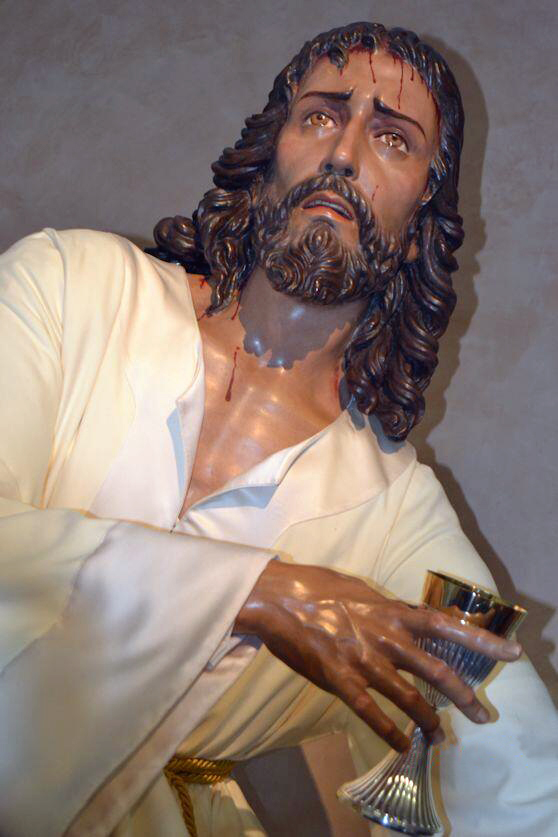
Nuestro Padre Jesús de las Tres Caídas de Dos Hermanas (Sevilla)

- San José, para la Parroquia de Nuestra Señora de la Granada (Moguer), en 1951.
- Santísimo Cristo del Amor, para la Hermandad de la Borriquita de Moguer (Huelva) en 1951.
- Niño hebreo, pertenece al misterio de la Hermandad de la Borriquita de Moguer (Huelva) en 1951.
- Pollino, pertenece al misterio de la Hermandad de la Borriquita de Moguer (Huelva) en 1951.
- Nuestra Señora de la Esperanza, para la Hermandad de la Borriquita de Moguer (Huelva) en 1951.
- San Juan Evangelista, pertenece al misterio de la Hermandad del Santo Entierro de La Palma del Condado (Huelva) en 1953.
- Santa María Magdalena, pertenece al misterio de la Hermandad del Santo Entierro de La Palma del Condado (Huelva) en 1953.
- Nicodemo, pertenece al misterio de la Hermandad del Santo Entierro de La Palma del Condado (Huelva) en 1953.
- José de Arimatea, pertenece al misterio de la Hermandad del Santo Entierro de La Palma del Condado (Huelva) en 1953.
- Santísimo Cristo de la Vera Cruz, titular cristífero de la Hermandad de la Vera Cruz de Rociana del Condado (Huelva) en 1954.
- Pareja de Ángeles, pertenece a la Hermandad del Valle de La Palma del Condado (Huelva) en 1954.
- Simón de Cirene, pertenece a la Hermandad del Nazareno de La Palma del Condado (Huelva) en 1956. Está inspirado en el que esculpiera Francisco Ruiz Gijón para la Hermandad de San Isidoro (Sevilla).
- Retablo de la capilla sacramental. Parroquia de San Vicente Mártir (Villarrasa). 1956.
- Nuestra Señora del Carmen, imagen sedente para la Parroquia de Nuestra Señora del Carmen (Punta Umbría) en 1958.
- San Juan Evangelista, pertenece a la Hermandad del Nazareno de La Palma del Condado (Huelva) en 1959. Está inspirado en el que tallara Benito Hita del Castillo para la Hermandad de la Amargura (Sevilla).
- Retablo del Santísimo Cristo de la Vera Cruz y de Nuestra Señora del Valle de Hinojos (Huelva) en 1961.
- San Francisco de Asís, para el Convento de las Hermanas de la Cruz de La Palma del Condado (Huelva) en 1962.
- San José, para el Convento de las Hermanas de la Cruz de La Palma del Condado (Huelva) en 1963.
- María Auxiliadora para la Parroquia de María Auxiliadora de Bollullos del Condado (Huelva) en 1967.
- Santa Elena, para la Hermandad de la Santa Cruz del Cerrillo de Villalba del Alcor (Huelva) en 1977.
- Atril y Sagrario sostenido por Ángeles, para la Parroquia de San Juan Bautista de La Palma del Condado en 1978.
- Cruz Calle Paterna, para la Hermandad de la Cruz de la Calle Paterna de Villalba del Villalba del Alcor (Huelva) en 1981.
- Madre de Dios, para la Residencia Madre de Dios, PP Orionistas de Almonte (Huelva) en 1983.
- Nuestra Señora del Carmen para el Monasterio de San Juan Bautista de Monjas Carmelitas de Villalba del Alcor en 1986.
- Nuestro Padre Jesús Cautivo para la Hermandad de la Esperanza de San Juan del Puerto (Huelva) en 1986.
- Beata Sor Ángela de la Cruz para el Convento de las Hermanas de la Cruz de la Palma del Condado en 1986.
- Santísimo Cristo de la Vera Cruz, para la Hermandad de la Vera Cruz de Moguer (Huelva) en 1989.
- Nuestra Señora de las Mercedes para la Hermandad de las Mercedes de Navahermosa de Beas (Huelva) en 1990.
- Santa Ángela de la Cruz para las Hermanas de la Cruz de el Cerro del Ándevalo (Huelva) en 1991.
- San Francisco, para la Parroquia de San Juan Bautista de La Palma del Condado (Huelva)
- San José, para la Parroquia de Nuestra Señora de la Purificación de Manzanilla (Huelva).

### En la provincia de Sevilla
- Nuestro Padre Jesús de las Tres Caídas, titular cristífero de la Hermandad de las Tres Caídas de Dos Hermanas (Sevilla) en 1995.

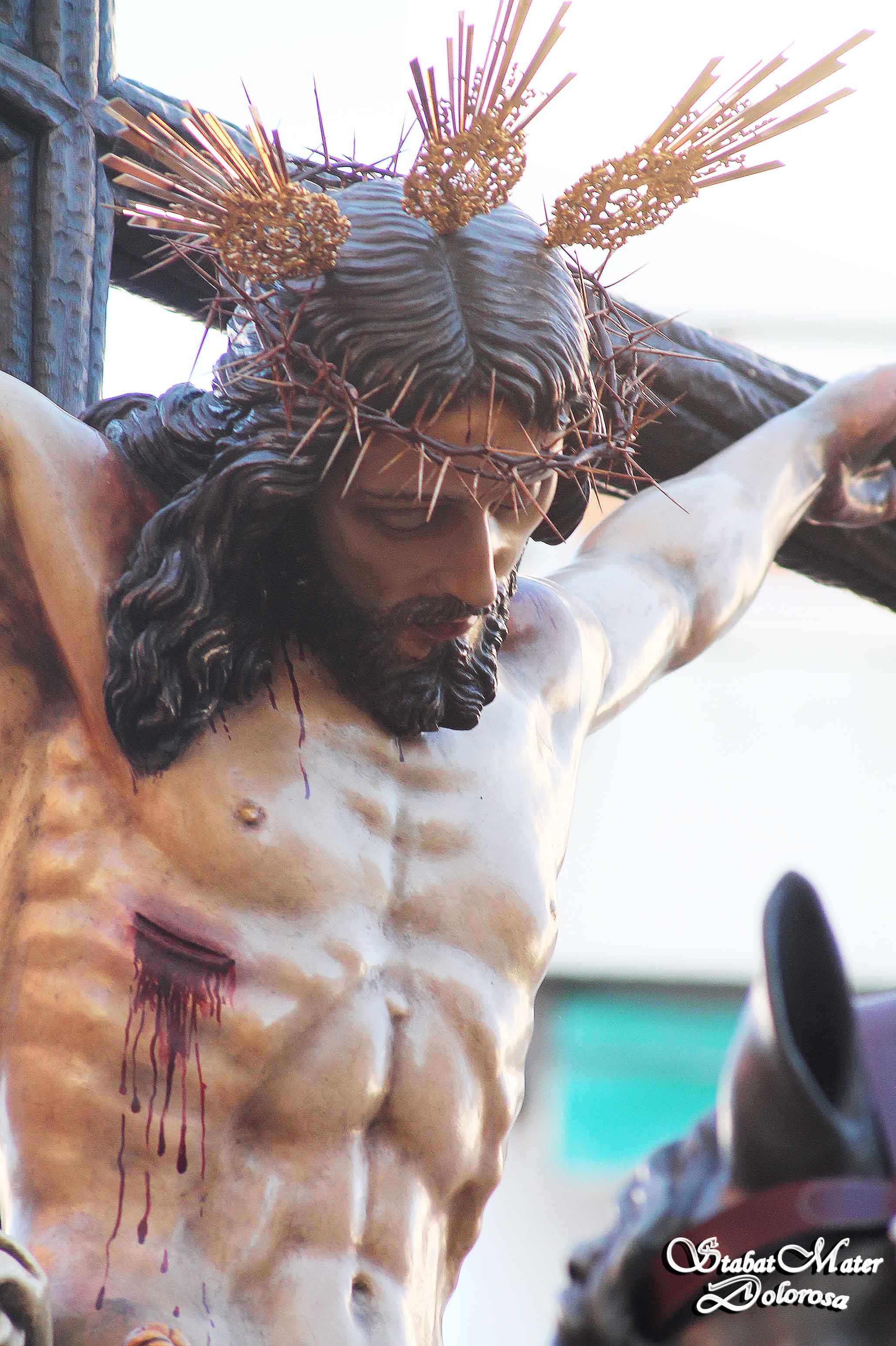
Moreno Daza esculpió el misterio del Santísimo Cristo de la Lanzada (Huelva)

- María Santísima de la Paz, dolorosa de la Hermandad de las Tres Caídas de Dos Hermanas (Sevilla) en 1995.

### Restauraciones
- Virgen de la Soledad, obra anónima del siglo XIX, remodelada por Sebastian Santos Rojas (1948), dolorosa de la Hermandad del Perdón de La Palma del Condado (Huelva) en 1952.
- Santísimo Cristo de la Buena Muerte, obra del taller de Pedro Roldán (finales del siglo XVII), es titular de la Hermandad de los Servitas de La Palma del Condado (Huelva) en 1956.
- María Santísima de los Dolores, obra anónima (1890) titular de la Hermandad del Nazareno de Villarrasa (Huelva) en 1976.
- Crucificado, obra de Antonio Pinto Soldán (1900 aproximadamente) de la Capilla del Cementerio de la Soledad de La La Palma del Condado (Huelva) en 1978.
- Virgen de la Soledad en sus Dolores, para la Parroquia de Santiago de Bollullos Par del Condado (Huelva) en 1984.
- Virgen de la Esperanza, obra anónima (siglo XVIII) de la Ermita de Nuestra Señora de los Remedios de San Juan del Puerto (Huelva) en 1987. Realizó nuevos brazos, candelero y juego de manos.
- Nuestro Padre Jesús Nazareno, obra de Antonio Castillo Lastrucci en 1941 para la Parroquia de San Bartolomé de Rociana del Condado (Huelva). Reforzó la base y la sujeción de la figura a su peana.

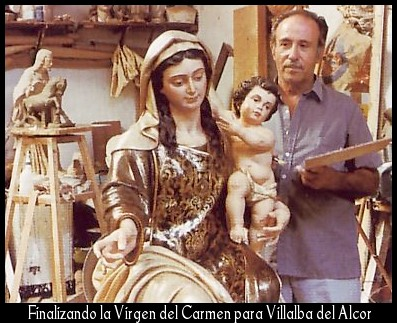
Moreno Daza en su taller con la Virgen del Carmen de Villalba del Alcor.